# バジル・ラージャパクサ
バジル・ラージャパクサ（Basil Rajapaksa, シンハラ語: බැසිල් රාජපක්ෂ, タミル語: பசில் ராஜபக், 1951年4月27日 - ）は、スリランカ系アメリカ人の元政治家。2022年4月までスリランカの財務大臣を務めていたが、反政府運動を通じて失脚し、国外逃亡した。
2007年から2015年にも比例区選出の国会議員を務めている。また、2005年から2010年にかけては大統領マヒンダ・ラージャパクサの上級補佐官を務めており、ラージャパクサが2期目の大統領を務めた2010年から2015年には経済発展大臣を務めた。2010年に行われた総選挙ではガンパハ選挙区から立候補し、国内最多の得票数を集めて当選した。その後、再び全国比例区から当選し財務大臣を務めるも、2022年の経済危機への対処に失敗し、反政府運動を通じて失脚した。

## 家系
彼が生まれたラージャパクサ家は、スリランカ南部の有力な政治家一族である。父D・A・ラージャパクサはスリランカ自由党創設者の一人であり、ウィジャヤナンダ・ダハナーヤカ政権にて農業・土地大臣を務めた。兄のマヒンダ、ゴーターバヤはいずれも大統領経験者であり、ゴーターバヤはマヒンダ政権で防衛補佐官も務めた。加えて、長兄のチャマルは国会議長も務めていた。
兄ゴーダーバヤも通った仏教系私立学校のアナンダ・カレッジ出身である。

## 経歴
1977年、ムルキリガラ選挙区にてスリランカ自由党（SLFP）候補として初出馬するも落選。同年の選挙ではSLFP最年少であり、またこの選挙ではわずか8名しかSLFP候補が当選しないという党としても惨敗した。その後、初代大統領ジュニウス・リチャード・ジャヤワルダナの下で働き、彼が率いていた統一国民党（UNP）に参加した。この行動の背景には、SLFP内部の政治闘争も影響していた。彼はジャヤワルダナと行動を共にしていたが、対立候補で兄弟のマヒンダ・ラージャパクサのことは公に支援していた。また、UNP在籍中にはガミニ・ディッサナーヤカと非常に親密な関係を維持していた。その後、1994年総選挙で対立政党であるSLFPが勝利すると、より積極的にマヒンダを支援するようになった。その後1997年に妻が米国の永住権を取得したため、家族で米国へ移住した。しかし、その後も頻繁にスリランカを訪れ、選挙中は支援活動を行った。
2005年の大統領選挙においても兄のマヒンダを支援し、大統領当選後は補佐官として働いた。2007年総選挙にて全国比例区から立候補し、当選。2010年選挙ではガンパハ選挙区から当選した。同年の選挙では40万票以上を集め、選挙区で首位当選した。
2020年の総選挙では再び全国比例区から立候補し、当選後は財務大臣に就任した。しかし、2022年にスリランカが経済危機に見舞われた際、彼は数カ月にわたり議会を欠席した。これに対し、野党は彼の欠席により経済危機の対応が議論できないと批判した。また、野党だけでなく、閣内からも批判が起きた。エネルギー大臣のウダヤ・ガマンピラはバジルが経済政策の素人であり、経済危機を受け入れることを拒否していると非難した。
最終的に4カ月の欠席の後4月5日に議会へ姿を現し、その後財務大臣を辞任した。
しかしそれだけでは収まらず、反政府運動は全土に拡大し、ラージャパクサ一家は国外退避を試みた。7月11日、バジルはバンダラナイケ国際空港のVIPターミナルから国外へ逃亡しようとしたが、空港職員の制止により失敗した。
しかしその後無事米国へ逃亡することができた。同年11月22日にはスリランカへ帰国したが、既に国会議員としての地位も閣僚としての地位も失っていた。しかし、バンダラナイケ空港のVIPラウンジの利用を許可され、警察官の保護のもと帰国した。さらに1人あたり200ドル以上かかる同空港のゴールドルート・サービスも利用し、100名以上のSLPP議員が食事をしながら彼の帰国を待っていた。

## 私生活
彼はプシュパ・ラージャパクサと結婚し、二人の間にはテジャニ、ビマルカ、アシャンタという3人の子供がいる。

## 不正疑惑
ラージャパクサ家は数多くの不正疑惑が取り沙汰されており、バジルもまた複数の不正疑惑で取調べを受けている。また彼は政府からコミッションを得ていたということで、「ミスター・テンパーセント」という名で評されていた。2016年にはマルワナにあるバジル所有の広さ6.5ヘクタールの豪邸が裁判所によって競売命令が出された。しかし、この件については未だ係争中であり、豪邸はまだ競売にかけられていない。
現政権にかけられた疑惑の一つとして、ディヴィ・ネグマ開発公社に属する資金の不正流用がある。これに対して警察の経済犯罪捜査局（FCID）が捜査に乗り出したが、ラージャパクサ家の起訴には至らなかった。しかし、現在もFCIDが捜査・立件中の裁判が複数ある。